# 平井村 (岡山県)
平井村（ひらいそん）は、かつて岡山県上道郡の西南隅に存在した自治体である。

## 概要
旭川下流左岸に位置し、かつては宇治郷に属した。北側は操山の余脈をうけて山がちな地形であったが、それ以外は平坦で農業が発達した。
村名は大村であった平井を採用した。

## 沿革
- 1883年（明治16年）2月15日 - 連合戸長役場制度発足により、上道郡第十八部戸長役場を平井村に設置し、同村および湊村を管轄[2]。
- 1888年（明治21年）12月 - 平井村と湊村が合併して平井村となる[1]。
- 1889年（明治22年）6月1日 - 町村制の施行により、自治体としての平井村が発足。平井・湊の2大字を編成し、役場を大字平井に設置[1]。
- 1931年（昭和6年）4月1日 - 岡山市に編入。同日平井村廃止。

## 合併後
村政時の2大字は岡山市の大字として継承されたが、1978年に平井は一部が平井1〜7丁目・門田本町2丁目、湊は一部が門田本町4丁目となった。

## 行政

### 歴代村長
| 代                                                           | 氏名       | 就任年月日                | 退任年月日                | 備考 |
| ------------------------------------------------------------ | ---------- | ------------------------- | ------------------------- | ---- |
| 1-2                                                          | 吉岡惣太   | 1889年（明治22年）7月17日 | 1897年（明治30年）7月16日 |      |
| 3-5                                                          | 吉岡惣太   | 1897年（明治30年）7月20日 | 1906年（明治39年）4月22日 |      |
| 6-7                                                          | 妹尾文七郎 | 1906年（明治39年）8月9日  | 1914年（大正3年）8月8日   |      |
| 8-                                                           | 妹尾文七郎 | 1914年（大正3年）8月11日  | 1931年（昭和6年）3月31日  |      |
| 参考文献 - 岡山県市町村合併誌 市町村編 6頁（岡山県、1960年） |            |                           |                           |      |

## 交通
- 三蟠鉄道（1931年6月28日廃止）
  - 湊駅 - 上平井駅 - 下平井駅